# 河野栄
河野 栄（こうの さかえ、1952年1月3日 - ）は日本の総務官僚。元消防庁長官。

## 人物
島根県出身。島根県立益田高等学校、東京大学法学部第1類（私法コース）卒業後、1975年 自治省入省。元参議院議員、自治事務次官の鎌田要人の娘婿。自治財政局財政課長、内閣府、大臣官房審議官を経て、2006年 自治税務局長に就任。次官候補であったが、2006年当時、総務大臣であった菅義偉とふるさと納税について議論となり、自治財政局長に昇格はできず（同期の久保信保が昇格）、消防庁長官で退官。のち地方職員共済組合理事長。

## 略歴
- 1975年4月　自治省入省（行政局公務員部公務員第一課兼大臣官房総務課）
- 1975年7月　茨城県総務部地方課
- 1977年4月　自治省財政局財政課
- 1980年7月　青森県企画部企画調整課長
- 1983年7月　日本国有鉄道再建監理委員会事務局参事官補佐
- 1987年4月　宮城県総務部財政課長
- 1990年4月　自治省財政局地方債課理事官
- 1991年7月　岡山県企画部長
- 1994年4月　自治省大臣官房地域政策室長
- 1995年4月　自治省財政局準公営企業室長
- 1996年4月　京都府総務部長
- 1999年8月　自治省財政局地方債課長
- 2001年1月　総務省自治財政局財政課長
- 2003年1月　内閣府大臣官房審議官（経済社会システム担当）、（併）内閣府本府規制改革・民間開放推進室長[4]
- 2005年1月　総務省大臣官房審議官（公営企業・財務担当）
- 2005年8月　総務省大臣官房審議官（情報通信政策局担当）
- 2006年7月　総務省自治税務局長
- 2009年7月　消防庁長官
- 2010年7月　退官
- 2012年6月　日立製作所社長付[5]
- 2022年4月　瑞宝重光章受章[6]
- 地方職員共済組合理事長